# UTair-Ukraine
UTair-Ukraine – nieistniejąca ukraińska linia lotnicza, z siedzibą w Kijowie. 

## Historia
Linia została założona we wrześniu 2008 jako spółka-córka rosyjskiej linii lotniczej UTair Aviation, w celu rozwijania siatki regularnych połączeń krajowych i międzynarodowych w Ukrainie.
W październiku 2015 turecki touroperator Anex Tour ogłosił przejęcie linii od UTair Aviation celem zmienienia jej modelu biznesowego na linię czarterową.
8 listopada 2015 linia zaprzestała prowadzenie działalności, w tym czasie w skład floty wchodziło 5 samolotów.